# III (Giant)
III è il terzo album in studio del gruppo musicale statunitense Giant, pubblicato nel dicembre 2001 dalla Frontiers Records.

## Tracce
1. Combustion – 1:33
2. You Will Be Mine – 5:09
3. Over You – 5:03
4. Don't Leave Me in Love – 4:38
5. Love Can't Help You Now – 5:27
6. The Sky Is the Limit – 4:56
7. It's Not the End of the World – 4:46
8. Oh Yeah – 4:40
9. Can't Let Go – 5:18
10. Bad Case of Loving You (Doctor, Doctor) – 3:07

## Formazione
- Dann Huff – voce, chitarre, tastiere
- Mike Brignardello – basso, cori
- David Huff – batteria, cori